# Diaparsis temporalis
Diaparsis temporalis là một loài tò vò trong họ Ichneumonidae.